# Одобон Парк (Њу Џерзи)
Одобон Парк (енгл. Audubon Park) град је у америчкој савезној држави Њу Џерзи.

## Демографија
По попису из 2010. године број становника је 1.023, што је 79 (-7,2%) становника мање него 2000. године.
| Група             | 2000.         | 2010.       |
| Белци             | 1.087 (98,6%) | 987 (96,5%) |
| Афроамериканци    | 4 (0,4%)      | 3 (0,3%)    |
| Азијати           | 2 (0,2%)      | 3 (0,3%)    |
| Хиспаноамериканци | 7 (0,6%)      | 21 (2,1%)   |
| Укупно            | 1.102         | 1.023       |